# Xixuthrus axis
Xixuthrus axis là một loài bọ cánh cứng trong họ Cerambycidae.